# Portrait de Sibylle de Clèves, électrice de Saxe
Portrait de Sibylle de Clèves, électrice de Saxe est un tableau réalisé vers 1531 par le peintre de la Renaissance allemande Lucas Cranach l'Ancien. Cette huile sur bois est un portrait de Sibylle de Clèves, électrice consort de Saxe. Cette œuvre est conservée à la Fondation Bemberg, à Toulouse, en France.